# Isozoanthus islandicus
Isozoanthus islandicus är en korallart som beskrevs av Oscar Henrik Carlgren 1913. Isozoanthus islandicus ingår i släktet Isozoanthus och familjen Parazoanthidae. Inga underarter finns listade i Catalogue of Life.